# Muhammad I de Corasmia
Qutb ad-Din Muhammad (persa: قطب الدين محمد; nombre completo: Qutb ad-Dunya wa ad-Din Abul-Fath Muhammad Arslantegin ibn Anushtegin) fue el primer sah de Corasmia, que reinó de 1097 a 1127. Era hijo de Anush Tigin Gharchai.
Alrededor de 1097 Qutb al-Din Muhammad fue nombrado gobernador de Corasmia por el comandante militar del sultán selyúcida Barkiyaruq, Habashi ibn Altun-Taq. Habashi acababa de sofocar una revuelta de dos emires selyúcidas, Qodun y Yaruq-Tash, que habían asesinado al anterior gobernador de Corasmia, Ekinchi, y querían administrar la provincia ellos mismos. Por lo tanto, Qutb al-Din Muhammad tomó el control de la región y desbarató un intento del hijo de Ekinchi, Toghril-Tegin, de apoderarse de ella.
Durante su vida, Qutb al-Din Muhammad permaneció leal al señor selyúcida de Jorasán, Ahmad Sanjar. En 1113 o 1114 ayudó a otro vasallo selyúcida, Arslan Kan, rey de los Qarajánidas, a sofocar la agitación causada por las clases religiosas descontentas en su reino. También participó en la campaña militar de Sanjar contra el gran selyúcida Mahmud II, que gobernaba el oeste de Irán e Irak, en 1119.
Murió en 1127 y le suceedió su hijo Aziz.